# Jean Abraham Chrétien Oudemans
Jean Abraham Chrêtien Oudemans (født 16. december 1827 i Amsterdam, død 14. december 1906 i Utrecht) var en hollandsk astronom. Han var bror til Cornelis Antonie Jan Abraham Oudemans.
Oudemans studerede astronomi i Leiden, blev 1853 observator ved observatoriet sammesteds, 1856 professor i astronomi ved universitetet i Utrecht; 1857 rejste Oudemans til Java som chef for den geografiske opmåling, vendte 1875 tilbage og var nu til 1898 professor i Utrecht og direktør for observatoriet sammsteds. Han har udgivet Die Triangulation von Java, I—VI (Batavia 1875, Haag 1878—1900) foruden talrige observationer og beregninger af planeter, kometer, foranderlige stjerner i fagskrifter samt 4. udgave af Frederik Kaiser: De Sterrenhemel, I—II (Deventer 1884—1888).